# La Chapelle-lès-Luxeuil
La Chapelle-lès-Luxeuil är en kommun i departementet Haute-Saône i regionen Bourgogne-Franche-Comté i östra Frankrike. Kommunen ligger i kantonen Saint-Sauveur som tillhör arrondissementet Lure. År 2022 hade La Chapelle-lès-Luxeuil 382 invånare.

## Befolkningsutveckling
Antalet invånare i kommunen La Chapelle-lès-Luxeuil
| Referens: INSEE |